# Гері Говард Клар
Гері Говард Клар (24 березня 1947 — 31 грудня 2020) — американський актор, відомий за роллю рядового Стіла в культовому класичному зомбі-фільмі Джорджа А. Ромеро "День мерців". Він також знявся у фільмах "Заміжня за мафією" (1988), "Великий" (1988) та "Хакери" (1995).

## Біографія
Клар народився 24 березня 1947 року в Бриджпорті, штат Коннектикут, і виховувався прийомними батьками. У нього було 12 братів і сестер, всі вони також були усиновлені. Він дізнався про своє усиновлення лише через багато років. Він грав у футбол в коледжі й недовго грав на професійному рівні, але його кар'єра закінчилася після травми. 
Пізніше він вирішив стати актором. Його перший фільм був у 1980-х роках "Герой на волі" в невеликій ролі оператора. Його найбільшою роллю стала роль рядового Стіла у зомбі-фільмі жахів "День мертвих" 1985 року. Він продовжував грати другорядні ролі у таких фільмах, як "Троє чоловіків і немовля" та "Великий". 30 грудня 1998 року він отримав несподіваний телефонний дзвінок від чиновника штату Коннектикут, який вперше повідомив йому про його усиновлення. Йому також сказали, що його друг Стів, якого він знав з дитинства, є його біологічним братом, а жінка, з якою він зустрічався в юності, — його біологічною сестрою. Його історія була показана в багатьох телевізійних шоу, включаючи Dateline NBC і Good Morning America.
Останній публічний виступ Клара відбувся 11 квітня 2015 року, коли він з'явився на конвенції "Кінопустка" в Стронгсвіллі, штат Огайо, разом з акторами й членами команди фільму "День мертвих": Лорі Карділлом, Джо Пілато, Джо Амплєсом, Ентоні Дилео-мол, Джарлатом Конроєм, Террі Александером, Шерманом Говардом, Томом Савіні, Філом Келламсом і Тасо Ставракісом на панелі, присвяченій 30-й річниці виходу фільму.

## Особисте життя
Клар проживав у Коннектикуті з дружиною та дітьми.
Фонд Джорджа А. Ромеро підтвердив 1 січня 2021 року, що Клар помер 31 грудня 2020 року.

## Фільмографія
- 1980 — Герой на волі — Оператор
- 1985 — Вулична прогулянка — Вишибала
- 1985 — День мертвих — Сталь
- 1986 — Юридичні орли — Найманий вбивця
- 1987 — Троє чоловіків і немовля — Детектив
- 1988 — Великий — Білетер
- 1988 — Заміжня за мафією — Ел "Хробак"
- 1989 — Рожевий кадилак — Ренді Бейтс
- 1990 — Людина на кадилаку — Детектив Волтерс
- 1990 — Швидка зміна — Маріо Монетті
- 1995 — Хакери — Містер Сімпсон